# Rho2 Eridani
Título a ser usado para criar uma ligação interna é Rho2 Eridani.
Rho2 Eridani (9 Eridani) é uma estrela na direção da constelação de Eridanus. Possui uma ascensão reta de 03h 02m 42.26s e uma declinação de −07° 41′ 07.7″. Sua magnitude aparente é igual a 5.32. Considerando sua distância de 258 anos-luz em relação à Terra, sua magnitude absoluta é igual a 0.83. Pertence à classe espectral K0II-III.